# Newsday
Newsday – amerykańska gazeta ukazująca się od 1940 roku, uważana za jedną z najbardziej popularnych gazet w powojennej historii Stanów Zjednoczonych. W 2008 roku wyceniana była na blisko 580 mln dolarów.